# خانم عليلو
خانم عليلو هي قرية في مقاطعة مشكين شهر، إيران. عدد سكان هذه القرية هو 50 في سنة 2006.